# Gudogaje (osiedle)
Gudogaje (biał. Гудагай, Hudahaj; ros. Гудогай, Gudogaj; także pol. Stacja Gudogaje; biał. Станцыя Гудага́й, Stancyja Hudahaj; ros. Станция Гудогай, Stancyja Gudogaj) – osiedle na Białorusi, w obwodzie grodzieńskim, w rejonie ostrowieckim, w sielsowiecie Gudogaje (którego władz wbrew nazwie nie są siedzibą).
Współcześnie w skład miejscowości wchodzą także dawne wsie Taboryszki i Wowierany II.

## Transport
Znajduje tu się stacja kolejowa Gudogaje, położona na linii Mołodeczno – Gudogaje. Jest ona białoruską stacją graniczną na granicy z Litwą. Przez osiedle przebiega również droga republikańska R48.

## Historia
Miejscowość powstała wokół stacji kolejowej. W XIX i w początkach XX w. położona była w Rosji, w guberni wileńskiej, w powiecie oszmiańskim. W 1905 roku osada kolejowa liczyła 41 mieszkańców.
Po I wojnie światowej pod administracją polską, w Zarządzie Cywilnym Ziem Wschodnich. W latach 1920–1922 w składzie Litwy Środkowej.
Od 11 kwietnia 1922 leżała w Polsce, w województwie wileńskim, w powiecie oszmiańskim, w gminie Polany.
W 1931 w 41 domach zamieszkiwały 193 osoby.
Wierni należeli do parafii rzymskokatolickiej w Gudogajach. Miejscowość podlegała pod Sąd Grodzki w Oszmianie i Okręgowy w Wilnie; właściwy urząd pocztowy mieścił się w Gudogajach.
Po II wojnie światowej w granicach Związku Sowieckiego. Od 1991 w niepodległej Białorusi.